# منتخب البرازيل تحت 23 سنة لكرة الطائرة للسيدات
منتخب البرازيل تحت 23 سنة لكرة الطائرة للسيدات هو ممثل البرازيل الرسمي في المنافسات الدولية في كرة طائرة للسيدات تحت 23 سنة .